# Valeria Blais

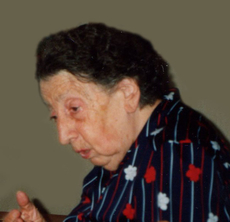

Valeria Blais (Subiaco, 13 luglio 1899 – Roma, 23 marzo 1999) è stata una letterata italiana.

## Biografia
Quinta ed ultima figlia di Gustavo Blais ed Elena Felici, entra all'Università La Sapienza dove si laurea in lettere con una tesi sulla dogana marittima di Ripa e Ripetta.
Successivamente collabora con l'Istituto dell'Enciclopedia Italiana par la geografia della Francia.
Svolse questa attività dal 1929 al 1937, scrivendo voci sia da sola sia in collaborazione con altri : gli storici Alberto Pincherle, Pio Paschini, Nicola Ottokar, Gino Luzzatto, Adriano Alberti, Giorgio Candeloro e Carlo Morandi, e poi l'archeologo Piero Baroncelli, il linguista Carlo Battisti,  i geografi Riccardo Riccardi e Luchino Franciosa, e la scienziata Rina Monti.
È autrice della monografia Nicaragua: condizioni naturali ed economiche (Treves, 1927).
È stata docente al Liceo scientifico statale Plinio Seniore.